# FN FAL
FAL (francouzsky Fusil Automatique Léger, "Lehká Automatická Puška") je bitevní puška navržená konstruktérem Dieudonném Saivem a vyráběná belgickou zbrojovkou FN Herstal. 
Během studené války byla přijata do výzbroje mnoha armád Severoatlantické aliance (NATO), s výjimkou Spojených států. Jedná se o jednu z nejpoužívanějších pušek v historii, která se dostala do služby ve více než 90 zemích. Kvůli svému rozšíření a nasazení mezi mnoha armádami NATO a tzv. „prvními zeměmi“ během studené války získala titul „pravá ruka svobodného světa“.
Komorována je pro náboj 7,62 × 51 mm NATO (i když původně byla navržena pro náboj střední balistické výkonnosti .280 British). Varianta pro Commonwealth byla přepracována z metrických hodnot na britské imperiální jednotky a vyráběna na základě licence jako samonabíjecí puška L1A1. 

## Vývoj

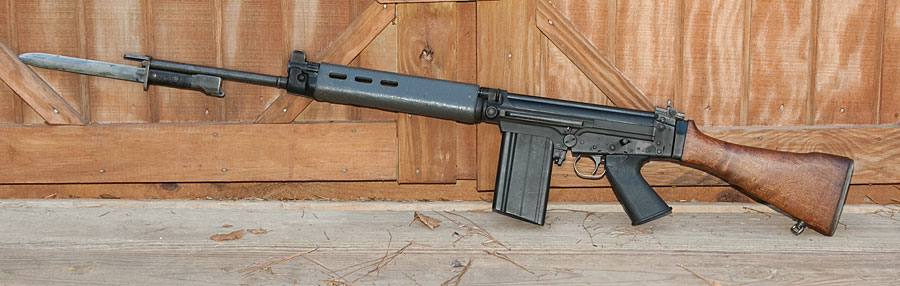
Jeden z prvních modelů FN FAL s bajonetem

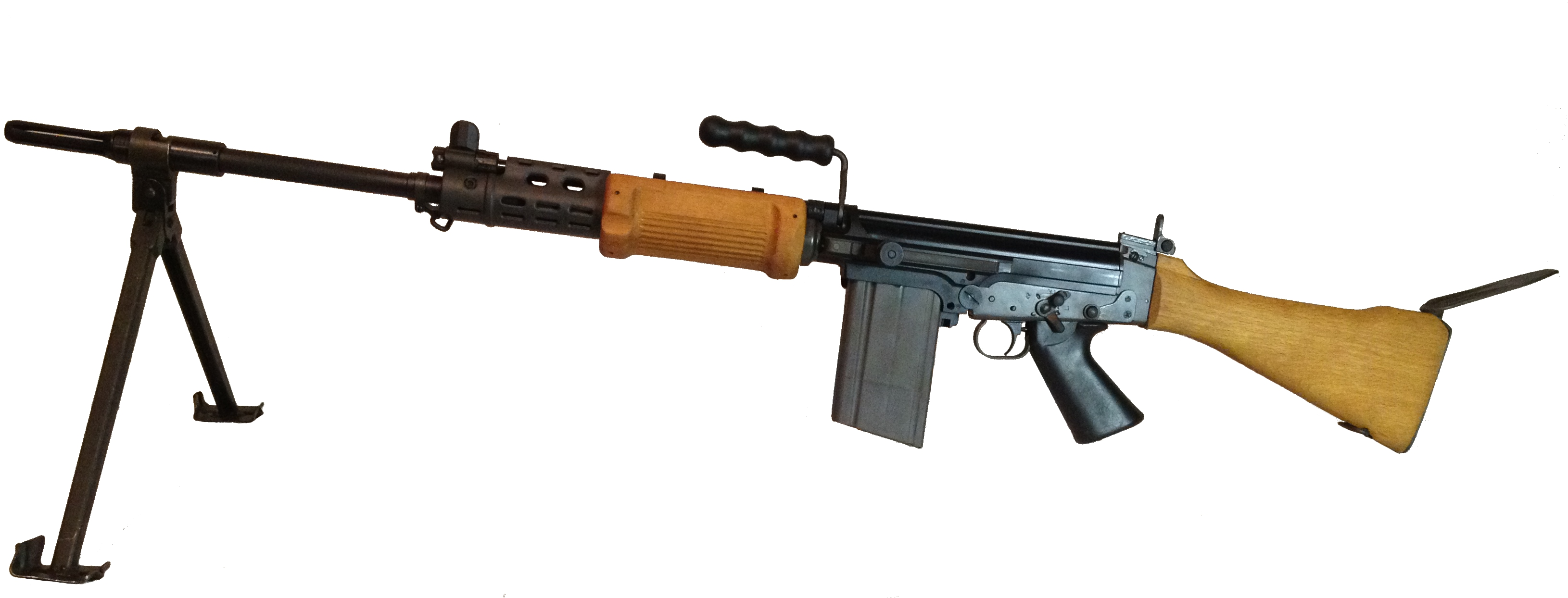
Izraelská FALO; předpažbí je charakteristické pro FAL produkovaný firmou IMI.

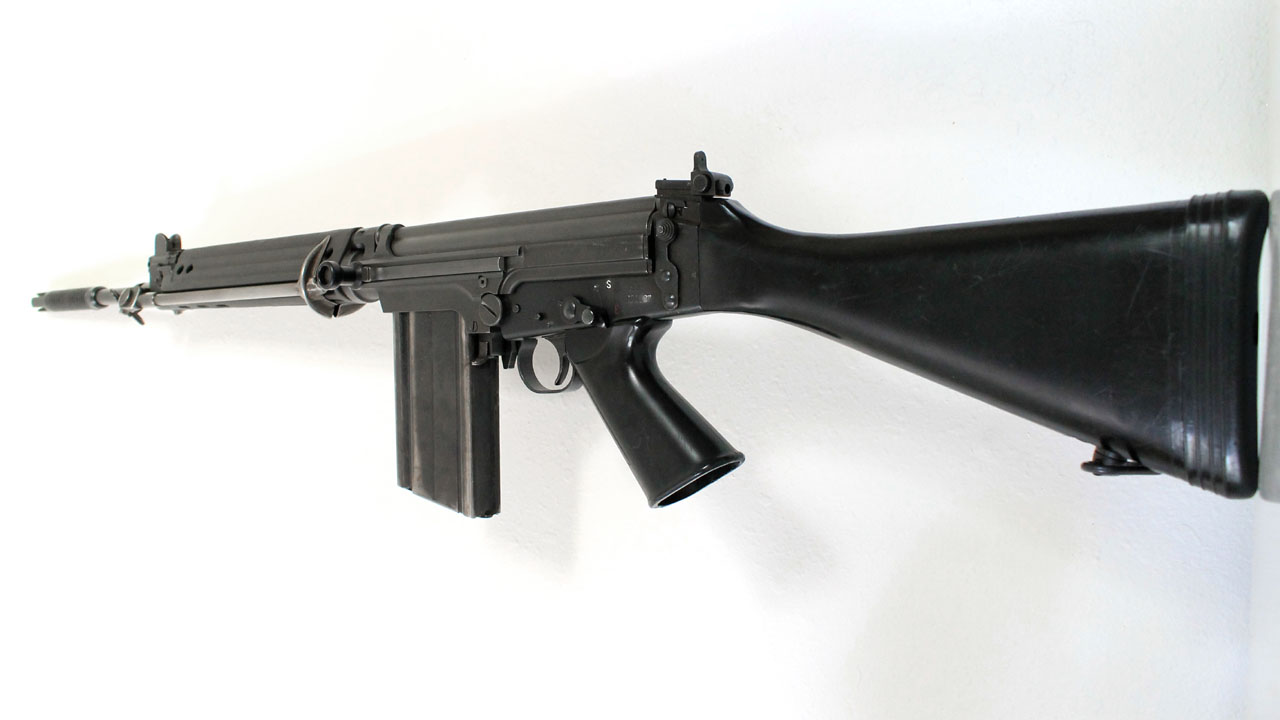
Rakouský Sturmgewehr 58

V roce 1946 byl dokončen první prototyp FAL. Navržen byl pro náboj střední balistické výkonnosti 7,92 × 33 mm Kurz, vyvinutý a používaný německými silami během druhé světové války u útočné pušky StG 44. Po vyzkoušení tohoto prototypu britská armáda v roce 1948 vyzvala FN, aby vyrobila další prototypy, včetně jednoho v konfiguraci Bullpup, komorovaného pro nový náboj střední balistické výkonnosti .280 British [7 x 43 mm]. Po vyhodnocení jediného prototypu se systémem bullpup se v FN místo toho rozhodli vrátit se k původnímu konvenčnímu návrhu pro budoucí výrobu.
V roce 1950 představilo Spojené království přepracovanou pušku FN a britskou pušku EM-2 v britské ráži .280 Spojeným státům pro srovnávací testy s v USA favorizovaným návrhem Earla Harveye T25. Předpokládalo se, že by mohl být standardizován společný náboj a pušku by přijaly všechny armády členských zemí NATO. Poté, co toto testování skončilo, navrhli představitelé americké armády, aby v FN přepracovali svou pušku pro americký prototyp náboje „0,30 Light Rifle“. FN se rozhodla uzavřít s USA dohodu a v roce 1951 se dokonce dohodli, že v USA mohou vyrábět FAL bez licenčních poplatků, jelikož se zdálo, že Spojené království upřednostňuje jejich vlastní pušku EM-2. 
Toto rozhodnutí se zdálo být správné, když se britská armáda rozhodla přijmout pušku EM-2 (pod označením Rifle No.9 Mk1) a britský náboj 0.280. Přijetí pušky EM-2 bylo později zrušeno, když Labouristická strana v roce 1951 prohrála volby a Winston Churchill se vrátil na místo předsedy vlády. Předpokládá se, že mezi Churchillem a americkým prezidentem Harry Trumanem došlo v roce 1952 k dohodě quid pro quo, že Britové přijmou náboj 0.30 Light Rifle jako standard NATO výměnou za americké přijetí pušky FN FAL jako standardu NATO. Náboj 0,30 Light Rifle byl ve skutečnosti později standardizován jako 7,62 mm NATO; Spojené státy však trvaly na pokračujících testech pušek. FAL komorovaná pro náboj .30 Light Rifle se utkala s přepracovanou T25 (nyní přeznačenou na T47) a T44 - variantou pušky M1 Garand. Nakonec zvítězila T44, ze které vznikla M14. Mezitím však většina ostatních zemí NATO vyhodnocovala a vybírala FAL.
Ve zbrojovce FN tak vznikla klasická poválečná bitevní puška. Formálně ji představil její konstruktér Dieudonné Saive v roce 1951 a sériová výroba začala o dva roky později. Byla popsána jako „Pravá ruka svobodného světa.“ Bojová puška FAL měla u Varšavské smlouvy protějšek v podobě pušky AK-47, resp. AKM, z nichž je každá ve výzbroji desítek zemí a v mnoha z nich i vyráběna. Některé země, například Izrael a Jižní Afrika, vyráběly a používaly v různých dobách obě zbraně. Na rozdíl od sovětské útočné pušky AKM používala FAL těžší plnohodnotný puškový náboj.  

## Popis

Systém s krátkým plynovým pístem, používaný u pušky FAL.

Zbraň funguje na principu odběru prachových plynů z hlavně, které působí na krátký píst uložený nad hlavní (píst není pevně spojen se závorníkem). Uzamykání závěru je pomocí výkyvné závory (podobně jako u ZB.26 nebo SVT-40).
Puška je odolná, spolehlivá a přesná. Střelba je možná jak dávkou, tak i jednotlivými ranami. Britské a australské pušky byly upraveny jako samonabíjecí s vyloučením střelby dávkami, kdy se zbraň při použití tohoto výkonného střeliva špatně ovládá. Vyrábí se v mnoha variantách, od výsadkářské s krátkou hlavní a sklopnou ramenní opěrkou až k lehkému kulometu s těžkou hlavní a sklopnou dvojnožkou.

## L1 A1 SLR
L1 A1 SLR (Self Loading Rifle - Samonabíjecí puška) byla již od padesátých let 20. století ve výzbroji britské armády. Tato varianta, na rozdíl od belgického vzoru, střílí pouze jednotlivými ranami. U prvoliniových jednotek byla ve službě až do konce 80. let 20. století a později byla ve výzbroji záložních a druhosledových jednotek. Nahrazována je útočnou puškou SA80 (L 85).

## Konflikty

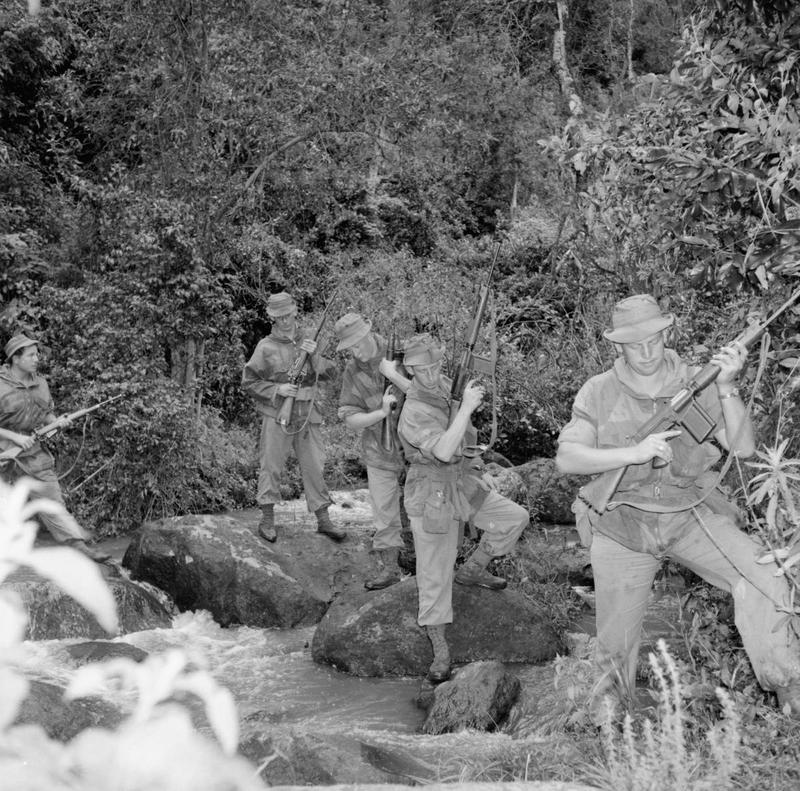
Hlídka britské armády překračující vodní tok během povstání Mau Mau. Vedoucí vojáci mají FN FAL (X8E1) belgické výroby ráže 7,62 mm.

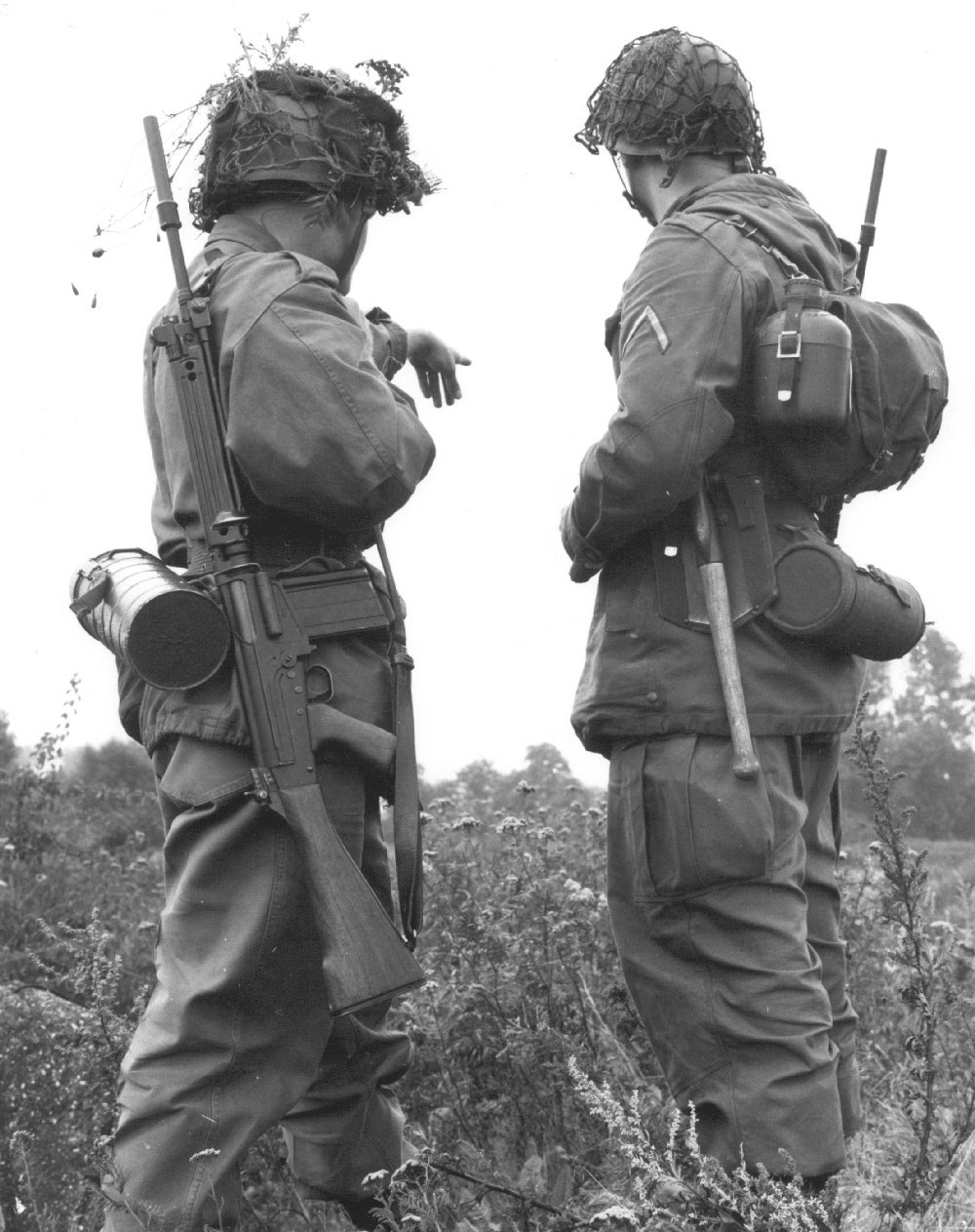
Dva západoněmečtí kadeti na společném cvičení v roce 1960. Západní Německo používalo FN FAL pod označením G1.

Za více než 60 let služby se FAL zúčastnila konfliktů po celém světě. Během války o Falklandy FN FAL používaly obě strany. FAL byla nasazena argentinskými ozbrojenými silami a samonabíjecí puška L1A1 (SLR), jediná poloautomatická verze FAL, byla používána ozbrojenými silami Velké Británie a dalších národů Commonwealthu.

### 50. léta
- Povstání Mau Mau (1952–1960):[10] Britské prototypy vyrobené FN[8]
- Kubánská revoluce (1953–1959)[11]
- Invaze na Kostariku (1955)
- Válka ve Vietnamu (1955–1975)

### 60. léta
- Konžská krize (1960–1965)[12]
- Portugalská koloniální válka (1961–1974)[13]
- Invaze v zátoce Sviní (1961)[2]
- Občanská válka v Rhodesii (1964–1979)[14][15]
- Araguaiaská válka (1966–1975)
- Jihoafrická pohraniční válka (1966–1990)[16]
- Šestidenní válka (1967)[17][18]
- Opotřebovací válka (1967–1970)
- Nigerijská občanská válka (1967–1970)[19]
- Moro konflikt (1969–2019)[20]

### 70. léta
- Bangladéšská válka za nezávislost (1971)[21]
- Jomkipurská válka (1973)[17]
- Libanonská občanská válka (1975–1990)
- Válka na Západní Sahaře (1975–1991)[22]
- Občanská válka v Angole (1975–2002)[23]
- Shaba II (1978)[24]
- Salvadorská občanská válka (1979–1992)[25]

### 80. léta
- Válka o Falklandy (1982)[2]
- Občanská válka na Bougainvillu (1988–1998)[26]

### 90. léta
- Válka v Zálivu[27]
- Chorvatská válka za nezávislost (1991–1995)
- Občanská válka v Burundi (1993–2005)[28]
- První válka v Kongu (1996–1997)[29]

### 2000-2010
- Konflikt v Kivu (2004–dosud)
- Mexická drogová válka (2006–dosud)[30]
- Povstání Boko Haram (2009–dosud)

### 2010-2020
- Bezpečnostní krize v Rio de Janeiru (2010)[26]
- Občanská válka v Libyi[31][32]
- Občanská válka v Sýrii (2011–dosud)[33]
- Irácké povstání (2011–2013)[34]
- Občanská válka v Jižním Súdánu (2013–2020)
- Jemenská občanská válka (2014–současnost)
- Vojenská intervence v Jemenu (2015–dosud)

### Po 2020
- Ruská invaze na Ukrajinu[35]